# Neil Betts
Neil Betts (ur. 13 kwietnia 1926 w Brisbane, zm. 4 lutego 2017 tamże) – australijski rugbysta grający na pozycji filara młyna, reprezentant kraju, następnie trener i działacz sportowy.

## Życiorys
Uczęszczał do St Laurence's College. Przez rok grał w Brothers Rugby Club, po czym wraz z Nevem Cottrellem związał się z klubem Wests End przekształconym następnie w Souths, dla którego w ciągu dekady rozegrał 174 meczów, na zakończenie triumfując w rozgrywkach Queensland Premier Rugby.
Do stanowej drużyny został po raz pierwszy powołany w 1948 roku przeciwko Wallabies i do 1956 roku zagrał w jej barwach w czterdziestu trzech spotkaniach, pobijając dotychczasowy rekord Eddiego Bonisa. Pełnił w nim także rolę kapitana, a zespół w tym czasie prócz międzystanowych potyczek z Nową Południową Walią grał również przeciw Południowoafrykańczykom, Fidżyjczykom, Nowozelandczykom i New Zealand Māori.
W 1949 roku otrzymał powołanie do australijskiej kadry, z którą udał się na tournée do Nowej Zelandii, gdzie będąc zastępcą podstawowych wówczas filarów Jacka Baxtera i Bevana Wilsona zagrał jedynie w czterech meczach. W testmeczu zadebiutował w lipcu 1951 roku, gdy All Blacks zawitali do Australii, po raz drugi szansę gry otrzymał dwa tygodnie później. Z kolejnych dwóch wypraw Wallabies – do Nowej Zelandii i Południowej Afryki odpowiednio w latach 1952 i 1953 – zrezygnował z powodów osobistych, powrócił jednak do reprezentacji po kontuzji Colina Forbesa na mecz z Fidżi w 1954 roku. Łącznie zatem zagrał w siedmiu spotkaniach reprezentacji kraju, w tym w trzech testmeczach.
Trenował zespół Souths, w latach 1971–1982 był także prezesem tegoż klubu, a w 1960 roku został stanowym selekcjonerem.
Był nominowany do stanowej hali sław rugby, a za zasługi dla rugby jako zawodnik, działacz i trener został w 2009 roku odznaczony Orderem Australii.
Żonaty z Joan, trójka dzieci – Cathy, Pam i Anthony. Jego dwaj bracia, Jack i Kevin, także uprawiali rugby – drugi z nich na poziomie stanowym.